# UGC 11066
UGC 11066是位于天龙座中的一个星系。 